# Pedro Bilbao
El doctor Pedro Bilbao Encera fue un médico español nacido en Guecho (Vizcaya), autor del libro Medicina preventiva y salud natural. El Puerto Viejo de Algorta tiene una plaza en su honor y una estatua en el paseo de la playa de Ereaga, cuyas inscripciones dicen:

El pueblo rinde homenaje a la memoria del doctor Pedro Bilbao Encera, como hombre público de Getxo, que nació en el Puerto Viejo de Algorta el 9 de octubre de 1909 y falleció en Algorta-Guecho el 19 de septiembre de 1992 con la misma humana sencillez en que vivió y nació, en reconocimiento a su gran labor en el campo de la medicina preventiva: porque se esforzó en enseñarnos a vivir sanamente y prevenir la enfermedad divulgando el principio hipocrático: Vuestros alimentos son vuestras propias medicinas y su propia y primera receta: Andar dos horas al día por lugares libres, para que su recuerdo y enseñanzas vivan en nosotros y futuras generaciones, el pueblo de Getxo, a 7 de mayo de 1995.

Basauri tiene también dedicada una calle en su memoria.